# Petrocrania
Petrocrania is een geslacht van uitgestorven brachiopoden, dat voorkwam van het Midden-Ordovicium tot het Perm.

## Beschrijving
Deze op de schaal van Rafinesquina vastzittende, kalkachtige brachiopode had een lengte van acht tot vijfentwintig millimeter. De vasthechting gebeurde door middel van de steelklep. De armklep is laag. De vorm is kegelvormig.

## Soorten
- Petrocrania diabloensis
- Petrocrania dubia
- Petrocrania exasperata
- Petrocrania meduanensis
- Petrocrania modesta
- Petrocrania mullochensis
- Petrocrania ourayensi
- Petrocrania prona
- Petrocrania scabiosa
- Petrocrania septifera
- Petrocrania teretis